# Hisayuki Machii
Hisayuki Machii (町井 久之, Machii Hisayuki; Tokio, 1923 - aldaar, 14 september 2002) beter bekend onder het pseudoniem Ginza-tijger (銀座の虎, Ginza-no-Tora) was een Koreaans-Japanse misdadiger. Machii was een Zainichi Koreaan en werd geboren als Jeong Geon Yeong (Koreaans: 정건영, Japans: 鄭 建永) Hij was de oprichter van het Tosei-kai-syndicaat (later het Toa-kai-syndicaat), een van de beruchtste Yakuza kumi's. In een door TIME opgestelde lijst van beruchtste bendeleiders eindigde Machii op de 6e plaats.